# Наступні 100 років (книга)
Наступні 100 років: Прогноз подій XXI століття (англ. The Next 100 Years: A Forecast for the 21th Century) — книжка американського політолога Джорджа Фрідмана, в якій міститься прогноз геополітичних змін, які можна очікувати у XXI сторіччі. Вийшла друком 2009 року і стала бестселлером (за оцінкою газети «The New York Times»).
Книга містить глибокий аналіз сучасних тенденцій та складається з глав, що подають прогноз періодами по 20 років.

## Зміст книги

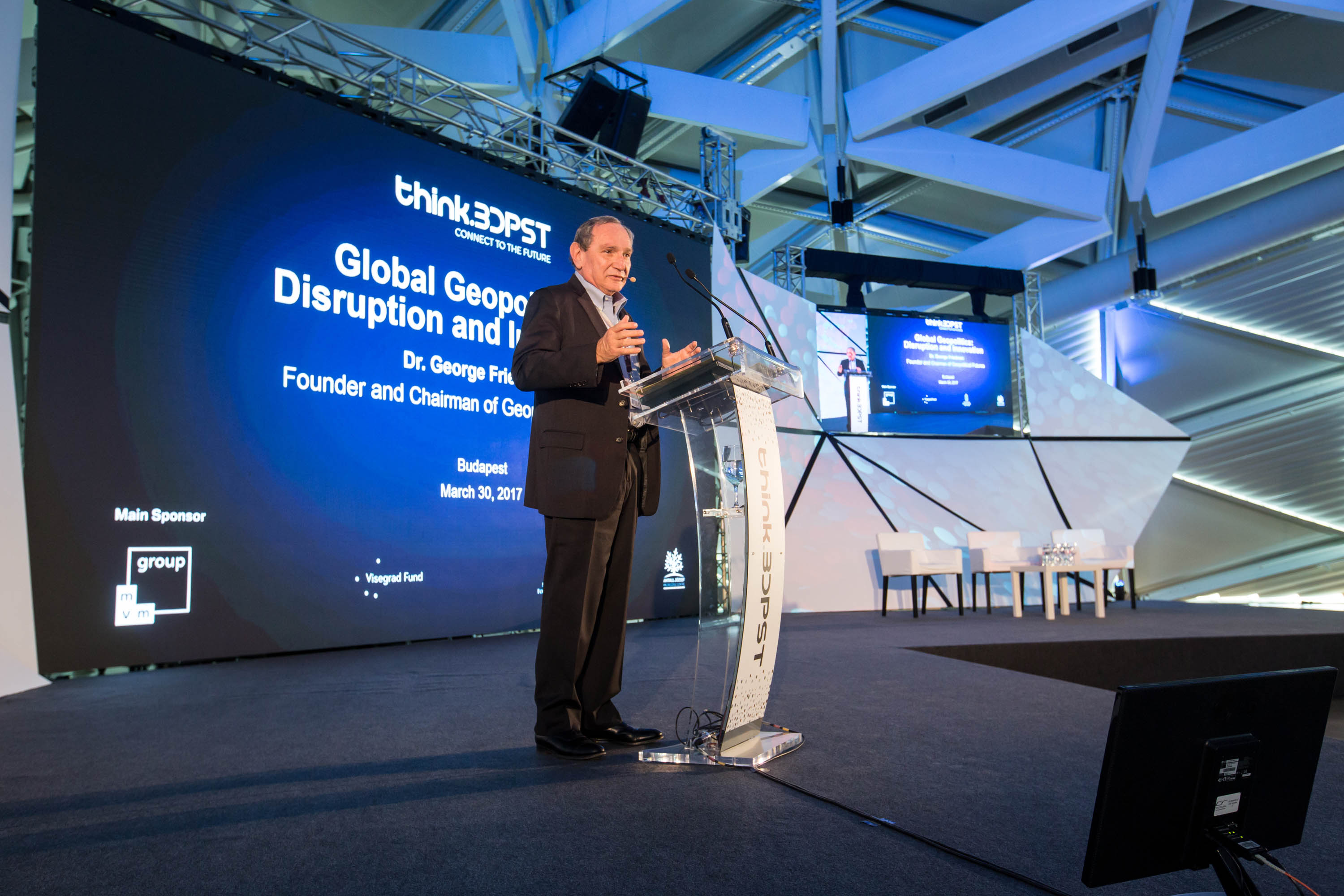
Джордж Фрідман

Нинішнє ганебне ослаблення США — ілюзія, американська міць настільки велика, що найближчі 100 років стануть роками їх абсолютного панування, а пік могутності припаде на кінець XXI сторіччя. Безвольна Європа поступово втратить своє значення, а Китайське зростання виявиться мильною бульбашкою, яка незабаром лусне.
На геополітичному горизонті по черзі зійдуть нові зірки: Японія, Туреччина, Польща, Мексика.
Росія поступово відновить свій контроль над пострадянським простором в 2020-х роках, в основному, не за рахунок мобілізації, а шляхом проведення спецоперацій, але після цього впаде і розвалиться вже остаточно, не витримавши конкуренції з сильнішими державами. Туреччина розширить свій вплив на Кавказ і, частково, Середню Азію, і буде активно торгувати з Кримом та Одесою, де її інтереси зіткнуться з інтересами України та Польщі.
У 2050 році відбудеться Третя світова війна: Японія та Туреччина нападуть на США, які будуть в альянсі з Польщею, Китаєм та Індією. США переможуть за кілька років Японію та Туреччину та встановлять нову гегемонію над світом. У США відбудеться значний економічний розвиток, схожий на той, що був після Другої світової війни.

## Друга холодна війна
У другому десятилітті 21 століття виникне «друга холодна війна» між Росією та Сполученими Штатами. Росія намагатиметься розширити сферу своїх інтересів на ЦСЄ та розширити свій військовий потенціал. На цьому етапі Росія представлятиме регіональну загрозу США. США будуть тісно співпрацювати з кількома країнами Центральної та Східної Європи, усі з яких будуть спрямовані на протидію геополітичній загрозі з боку Росії. Фрідман бачить США як близького партнера Польщі, Чехії, Словаччини, Угорщини та Румунії в цей час. Приблизно у цей час під керівництвом Польщі буде створено альянс східноєвропейських країн «Польський блок».

## Дезінтеграція Росії та Китаю
На початку 3-го десятиліття холодна війна завершиться ослабленням стійкості Росії. Економічний стрес і політичний тиск разом із скороченням населення та невідповідною інфраструктурою призведуть до повного краху уряду Російської Федерації, подібного до розпаду Радянського Союзу. Дезінтеграційні процеси заторкнуть й інші пострадянські держави.
Фрідман також передбачає подібну долю для материкового Китаю. Зростання з 1980 року призвело до зростання нерівності та напруженості в суспільстві, особливо між багатими прибережними регіонами та бідними центральними районами. У першому сценарії Фрідман передбачає ізоляцію від іноземних інтересів і авторитарне правління, а в другому сценарії фрагментацію, за якої центральний уряд втрачає владу порівняно з провінціями. У 2009 році Фрідман вважав цей другий сценарій ще більш імовірним.
Розпад Росії і розпад Китаю занурить Євразію в загальний хаос. Інші держави ввійдуть у вакуум влади, щоб просувати свої інтереси, або регіональні сили змусять відділитися. Частини Росії, такі як Чечня та інші ісламські регіони, а також тихоокеанський Далекий Схід, стануть незалежними, Фінляндія поверне Карелію, Румунія і Молдова об'єднаються, Тибет стане незалежним за допомогою Індії, Тайвань розширить свій вплив на материк, а США, Європа та Японія відновлять свої регіональні сфери впливу в Китаї.

## Поява нових світових та регіональних потуг
Між 2020 і 2040 роками Фрідман передбачає утворення трьох нових великих держав: Туреччини, Польщі та Японії. Завдяки початковій підтримці США Туреччина стане регіональною державою, подібною до Османської епохи. Сфера її впливу поширюватиметься на арабський світ, який на той час значною мірою розпадеться, на Росію на півночі та на інші колишні радянські республіки, населені тюркськими народами. Тільки Ізраїль зможе залишитися незалежним від Туреччини. Однак, враховуючи військову силу Туреччини, вона шукатиме порозуміння з Туреччиною.
Водночас Японія поширить свій вплив: на Китай, російський Далекий Схід і багато островів Тихого океану. Вона стане більш агресивною і переозброїться так, щоб представляти проекцію влади на всю Східну Азію.
Польща та її союзники утворять велику державу, як це було з Польщею-Литвою. Польща поширить свій економічний вплив на європейську частину Росії та конкуруватиме з Туреччиною за вплив у Поволжі.
У цей період з’являться військові програми для космосу, а Японія та Польща дедалі більше розроблятимуть космічну зброю.

## Зростання напруженості
Альянс США з Туреччиною та Японією ставатиме дедалі слабшим з 2020 року. Із встановленням сфер інтересів Туреччина та Японія стають загрозою американським інтересам, зокрема через свою морську силу та космічну зброю.
Маючи спільні інтереси, Японія і Туреччина створять союз проти США. Німеччина і Мексика можуть приєднатися до цієї коаліції, хоча це виглядає малоймовірно. США укладуть союз із «польським блоком», можливо, з відновленим Китаєм, Індією, об'єднаною Кореєю та Сполученим Королівством. До 2040 року переважатиме напруженість між двома сферами влади.

## Демографічні зміни
Зменшення населення в розвинутих країнах, особливо в Європі, принесе драматичні культурні, соціальні та політичні зміни. До 2040 року західні країни конкуруватимуть за іммігрантів. США, зокрема, спростять імміграцію та почнуть заохочувати іноземців, особливо мексиканців, емігрувати до США.
З автоматизацією виробництва за допомогою роботів пошириться безробіття, після чого імміграція знову буде обмежена.

## Третя світова війна
Третя світова війна відбудеться близько 2050 року. США, Польський блок, Британія, Індія та Китай змагатимуться проти Туреччини та Японії, до яких пізніше приєднаються Німеччина та Франція.
Фрідман припускає несподіваний напад  на День Подяки 2050 року.
Перший удар послабить сили США та їх союзників і призведе до визнання альянсу рівноправною наддержавою. Щоб запобігти гегемонії над Євразією, США продовжуватимуть війну і, зрештою, переможно її завершать.
Основною зброєю в цій трирічній війні будуть гіперзвукові літаки та солдати-екзоскелети. Панування над космосом визначатиме хід війни, а системи зброї та військові бази на Місяці відіграватимуть вирішальну роль. Як обмежена війна, ця війна буде дуже відрізнятися від тотальної війни 20-го століття, оскільки всі держави матимуть ядерну зброю. Високоточні боєприпаси зведуть до мінімуму супутні збитки. Тому Фрідман очікує близько 50 000 жертв.

## Післявоєнний період
Бум економіки та технологій триватиме до 2060-х років. Причиною буму є збільшення витрат на оборону та розвиток нових технологій. Економічна ситуація також полегшиться, оскільки вмирають останні бебі-бумери.
Домінування США продовжиться, в тому числі в космосі. Туреччина значною мірою збереже свою сферу впливу, Японія її втратить. Мирний договір намагатиметься обмежити їхні військові можливості.
Потужність Польщі значно зросте і викличе недовіру США. США об'єднаються з Туреччиною та Великою Британією, щоб не дати Польщі отримати домінування в Європі. Щоб захистити своє домінування, США обмежуватимуть і контролюватимуть доступ нових держав до космосу.

## Американо-мексиканський конфлікт
Після періоду домінування США напруга між США та Мексикою зросте після 2070 року. Зокрема південь США буде мексиканізований; значна частина населення відмовиться асимілюватися з культурою США та лояльністю до уряду США через домінуючу мексиканську культуру та близькість до Мексики. Наприкінці 21 століття Мексика зможе кинути виклик домінуванню США в Північній Америці економічно, політично та військово.
Цю кризу не вдасться подолати військовим шляхом. Більшість світу, втомившись від домінування США, таємно сподіватиметься на перемогу Мексики, особливо Польща та Бразилія. Конфлікт розтягнеться на наступне століття.

## Технологічні прогнози
Зокрема, у центрі є розвиток літаків (літальних апаратів), керованих ракет, космічної техніки та піхотного обладнання з бронею та роботизованою підтримкою. Енергопостачання Землі буде в основному сонячним. Значно збільшиться тривалість життя людини. Ядерна зброя буде поширена в усьому світі завдяки загальнодоступності технології.

## Перегляд прогнозів Фрідманом
У 2015 році приватна консалтингова компанія Stratfor опублікувала прогноз на десятиліття між 2015 і 2025 роками. Крах Росії у 2015 р. вважався малоймовірним. Більш імовірним є поділ на напівавтономні регіони. У цьому дослідженні авторитарний розвиток вважається більш імовірним для Китаю, всупереч початковому прогнозу дезінтеграції.

## Тези прогнозів Фрідмана
(Джерело)
- Ймовірне відновлення збройних конфліктів у країнах колишньої Югославії.
- Туреччина намагатиметься досягти панування на Близькому Сході, як це було за часів Османської імперії.
- У Тихоокеанському регіоні Китай і Японія озброяться, щоб їхні морські шляхи більше не контролювалися США. Однак через внутрішні конфлікти Китай може розпатися на провінції ще до 2020 року.
- В Євразії і особливо в Центральній Азії Росія буде прагнути розширити сферу свого впливу. Однак незабаром після 2020 року російська армія зазнає краху.
- На Кавказі буде конфлікт між Росією і Туреччиною.
- У якийсь момент політичний кордон між США та Мексикою може більше не підтримуватися, тому що все більше і більше мексиканців проживатиме на південному заході.
- Після розпаду Росії і Китаю приблизно після 2020 р. Євразія стане «раєм для мародерів».
- Східноєвропейські держави (особливо "Польський блок") зможуть розширюватися на схід.
- Індія підтримає звільнення Тибету.
- Японія і Тайвань створять регіональні сфери впливу в Китаї.
- Туреччина візьме на себе політичне лідерство на Близькому Сході, який США сприймають як загрозу своїм екзистенціальним інтересам.
- Приблизно в 2040 році США намагаються стабілізувати Китай, щоб відбити вплив Японії.
- Приблизно в цей же час США вступлять у конфлікт з Туреччиною.
- Також Туреччина вступить у конфлікт з Польщею, яка хоче отримати вихід до Середземного моря і озброєна США.
- Близько 2050 року Японія і Туреччина об'єднають свої сили проти США і Польщі. Це може призвести до нової світової війни, частина з яких буде вестися в космосі.
- Після «золотого післявоєнного десятиліття» приблизно в 2060 році починається внутрішня боротьба за владу в США. Ворогом є мексиканці, які вже після 2060 року становитимуть більшість населення багатьох штатів США.
- Фрідман нарешті очікує (збройних) конфліктів між США та Мексикою між 2080 і 2090 роками.

## Відгуки
У своєму огляді в Socialnet автор і викладач Мартін Р. Текстор приходить до висновку: «Хоча його (Фрідмана) прогнози на наступні два-три десятиліття все ще частково зрозумілі, в останніх розділах книги вони здаються майже науковою фантастикою. Це вже не має нічого спільного з майбутніми дослідженнями!» Німецький журналіст Ганнес Гінтермаєр називає прогнози Фрідмана у Frankfurter Allgemeine Zeitung «геополітичним плакатним малюнком».
У своєму огляді на Deutschlandradio Kultur журналіст Андреас Рінке вважає владно-політичні міркування Фрідмана «провокаційними»: він рекомендує Обамі та всім президентам США дотримуватися принципу «розділяй і володарюй» і орієнтуватися на макіавеллівські принципи політики. Він вважає, що Європейський Союз і Китай не мають великого значення для майбутнього, як і Трансатлантичне партнерство. Це буде небезпечне століття, «особливо для решти світу».